# 아르힙 쿠인지

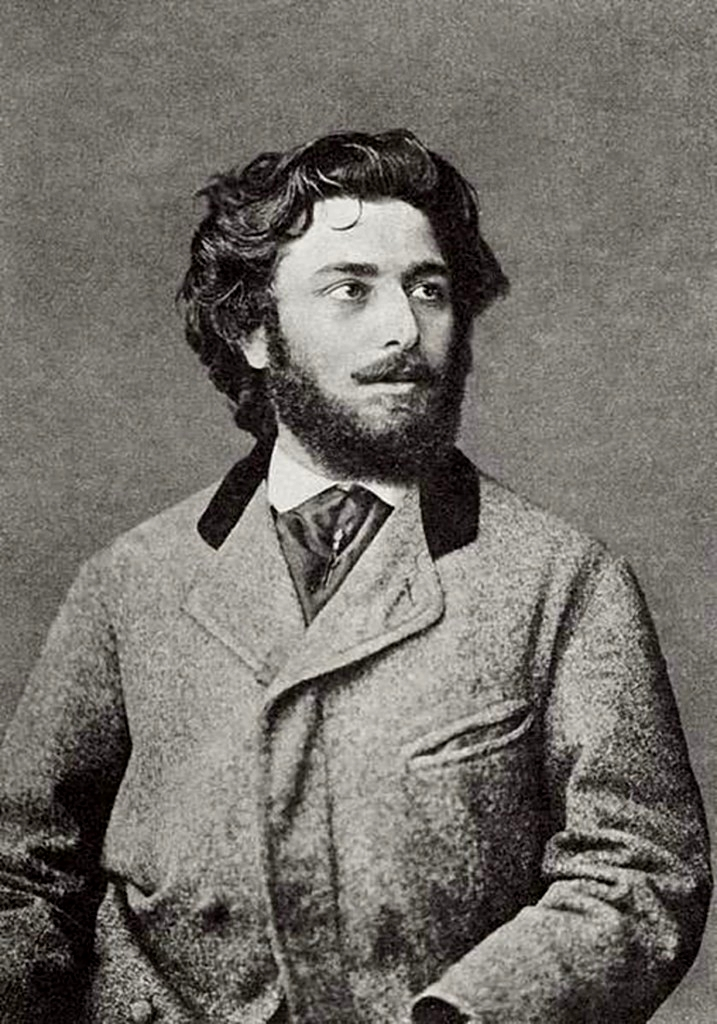
아르힙 쿠인지, 1870년

아르힙 이바노비치 쿠인지(Arkhip Ivanovich Kuindzhi, 러시아어: Архип Иванович Куинджи, 1841년 1월 27일~1910년 7월 24일)는 러시아의 풍경화가이다.

## 생일
쿠인지의 정확한 생년월일은 알려져 있지 않다. 1842년에 태어났다고 알려져 있지만, 최근 기록 보관소에서 발견된 자료에 따르면 그는 1841년에 태어난 것으로 추정된다. 쿠인지는 상트페테르부르크 예술 아카데미에서 생년월일을 명확히 해달라는 요청을 받았을 때 분명히 1841년이라고 쓰고 나서 확실치 않게 1월이라고 쓴 다음 여러 번 그 달을 지웠다 썼다를 반복했다고 한다.
연구자들은 그가 1841년 1월과 3월 사이에 태어났다고 믿고 있다. 일반적으로 알려진 날짜는 1월 27일이지만 쿠인지는 아킵보의 축일인 OS년 2월 19일(NS년 3월 4일)에 자신의 이름을 기념했다.

## 생애
아르힙 쿠인지는 러시아 제국 예카테리노슬라프현의 한 구역 중 한 곳인 마리우폴 우에즈드에서 태어났지만, 어린 시절은 타간로크에서 보냈다. 그의 이름은 그리스어 Ἄρχιππος(Archippos, ἄρχος(archos))의 "마스터"와 ἱππος(Hippos)의 "말"을 러시아어로 번역한 것이다.(골로새서 4:17, 빌레몬서 1:2) 그리고 그의 성은 크림 타타르어(우룸)로 '금세공인'을 뜻하는 할아버지의 직업적 별명에서 유래했다.(크림 타타르어: quyumcı) 그는 가난한 가정에서 자랐으며 그의 아버지는 폰토스 그리스 출신의 구두 제작자 이반 흐리스토포로비치 쿠인지(Ivan Khristoforovich Kuindzhi, 다른 곳에서는 Emendzhi)였다. 여섯 살 때 부모님을 잃은 쿠인지는 교회 건설 현장에서 일하거나 가축을 방목하고, 곡물 상인의 가게에서 일하는 등 스스로 생계를 유지해야 했다. 그는 그리스 가정의 친구였던 어느 교사에게서 기초 교육을 받은 후 지역 학교에 다녔다.
1855년, 13~14세였던 쿠인지는 화가 이반 아이바좁스키의 지도를 받기 위해 페오도시야를 방문했다. 그러나 그는 단지 페인트를 섞는 일만 했고 대신 아이바좁스키의 학생인 아돌프 페슬러(Adolf Fessler)에게 그림을 배웠다. 1903년 백과사전 기사에는 "쿠인지는 아이바좁스키의 학생이라고 할 수는 없지만, 초기 활동 시기에 아이바좁스키의 영향을 어느 정도 받았다는 것은 명백하다. 그는 그림 그리는 방식에서 아이바좁스키로부터 많은 것을 차용했다."라고 나와 있다. 영국의 미술사학자 존 엘리스 볼트는 "아이바좁스키의 일몰, 폭풍, 밀려오는 바다와 관련된 빛과 형태의 근원적 감각은 젊은 쿠인지에게 영구적으로 영향을 미쳤다"고 썼다.
1860년부터 1865년까지 5년 동안, 아르힙 쿠인지는 타간로크에 있는 시메온 이사코비치(Simeon Isakovich)의 사진 스튜디오에서 리터처로 일했다. 그는 자신의 사진 스튜디오를 열려고 했지만 성공하지 못했다. 그 후, 쿠인지는 타간로크를 떠나 상트페테르부르크로 갔다.

그는 주로 혼자서 그림을 공부했으며 1868년부터 상트페테르부르크 예술 아카데미에서 그림을 공부했다(1893년부터 정회원이 됨). 그는 러시아의 사실주의 예술가 그룹인 순회 미술 전시회(페레드비즈니키)의 공동 파트너였으며, 학문적 제한에 항의하여 예술가 협동조합을 결성했고, 이 협동조합은 1870년에 순회 미술 전시회 협회(페레드비즈니키)로 발전했다.

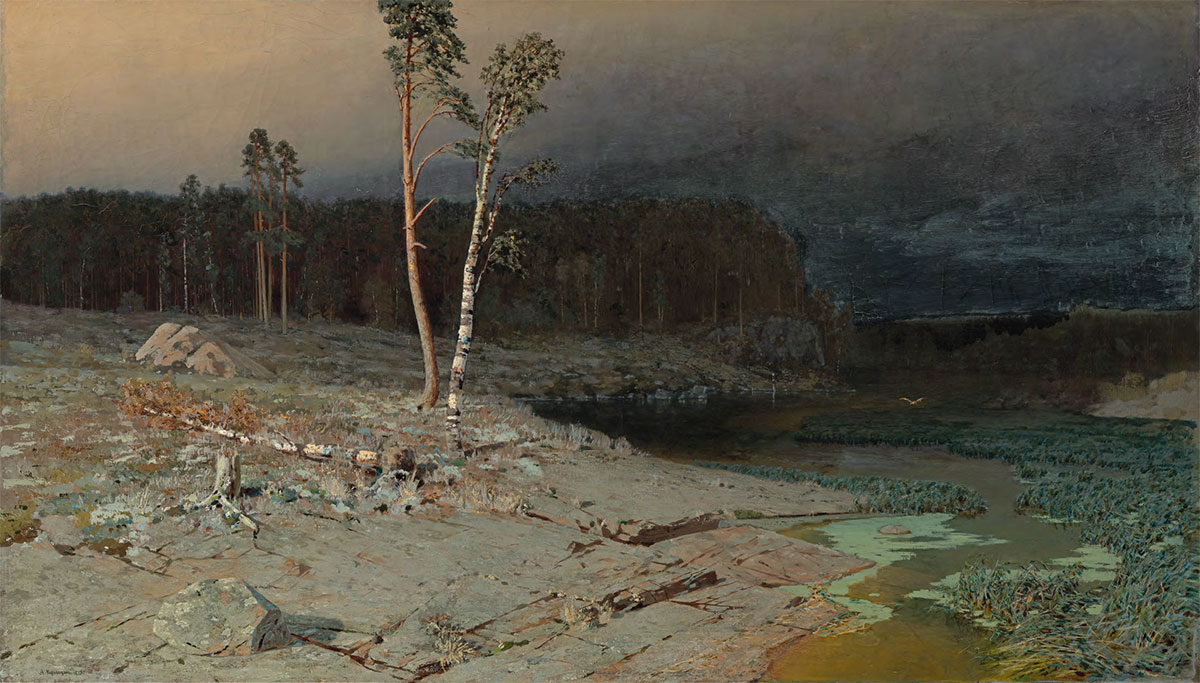
《발람 섬에서》, 1873년, 트레티야코프 미술관
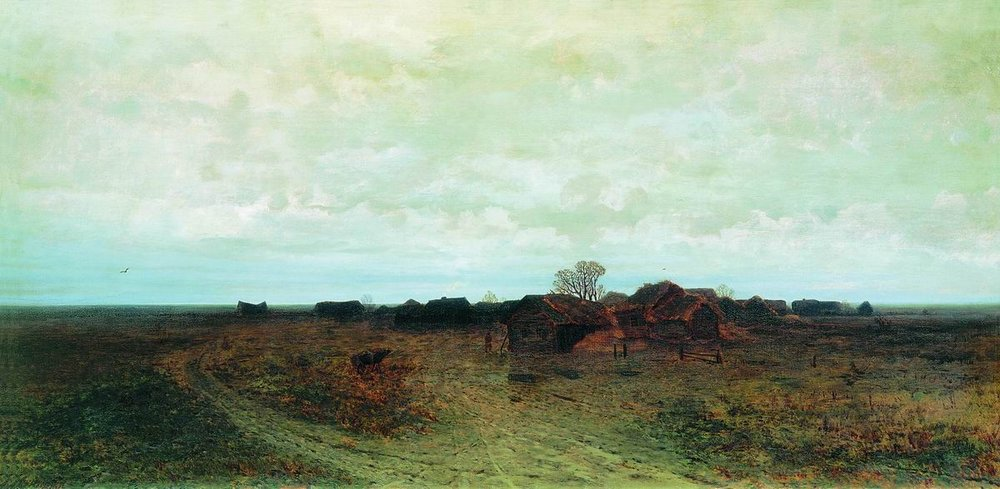
《잊혀진 마을》, 1874년, 트레티야코프 미술관
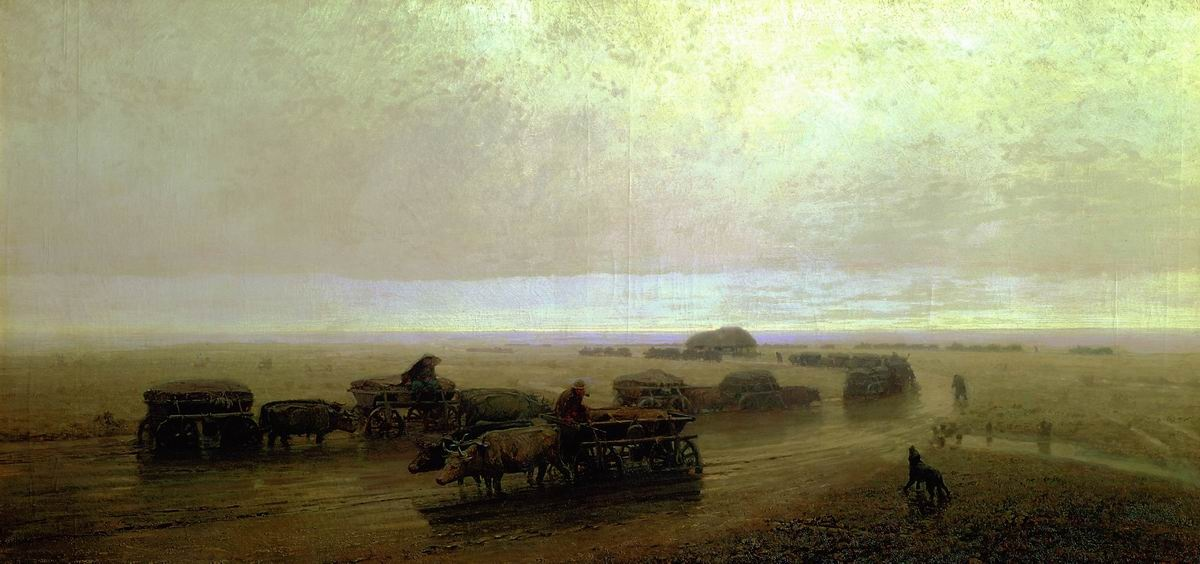
《마리우폴의 추막들의 경로》, 1875년, 트레티야코프 미술관

1872년에 쿠인지는 아카데미를 떠나 프리랜서로 활동했다. 그의 그림 《발람 섬에서》는 파벨 트레티야코프가 자신의 미술관을 위해 수집한 최초의 예술 작품이었다. 1873년 쿠인지는 그의 그림 《눈》을 전시했고, 이 그림은 1874년 런던에서 열린 국제 미술 전시회에서 동메달을 받았다. 1870년대 중반, 그는 페레드비즈니키 정신에 따라 구체적인 사회적 연합을 위해 풍경을 주제로 한 여러 작품을 그렸다.(《잊혀진 마을》, 1874년; 《마리우폴의 추막들의 경로》, 1875년; 두 작품 모두 트레티야코프 미술관 소장).

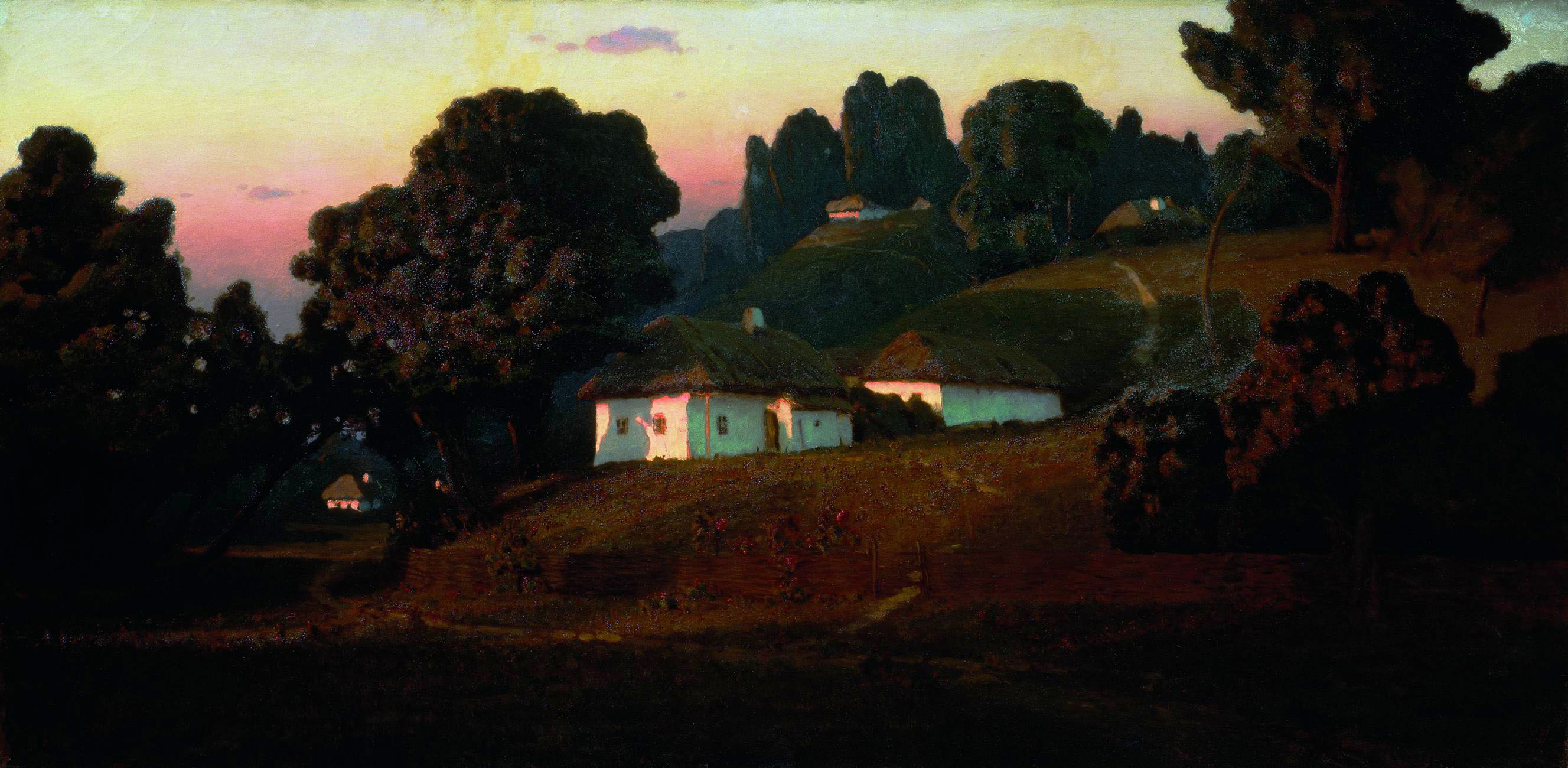
《우크라이나의 저녁》, 1878년, 러시아 미술관
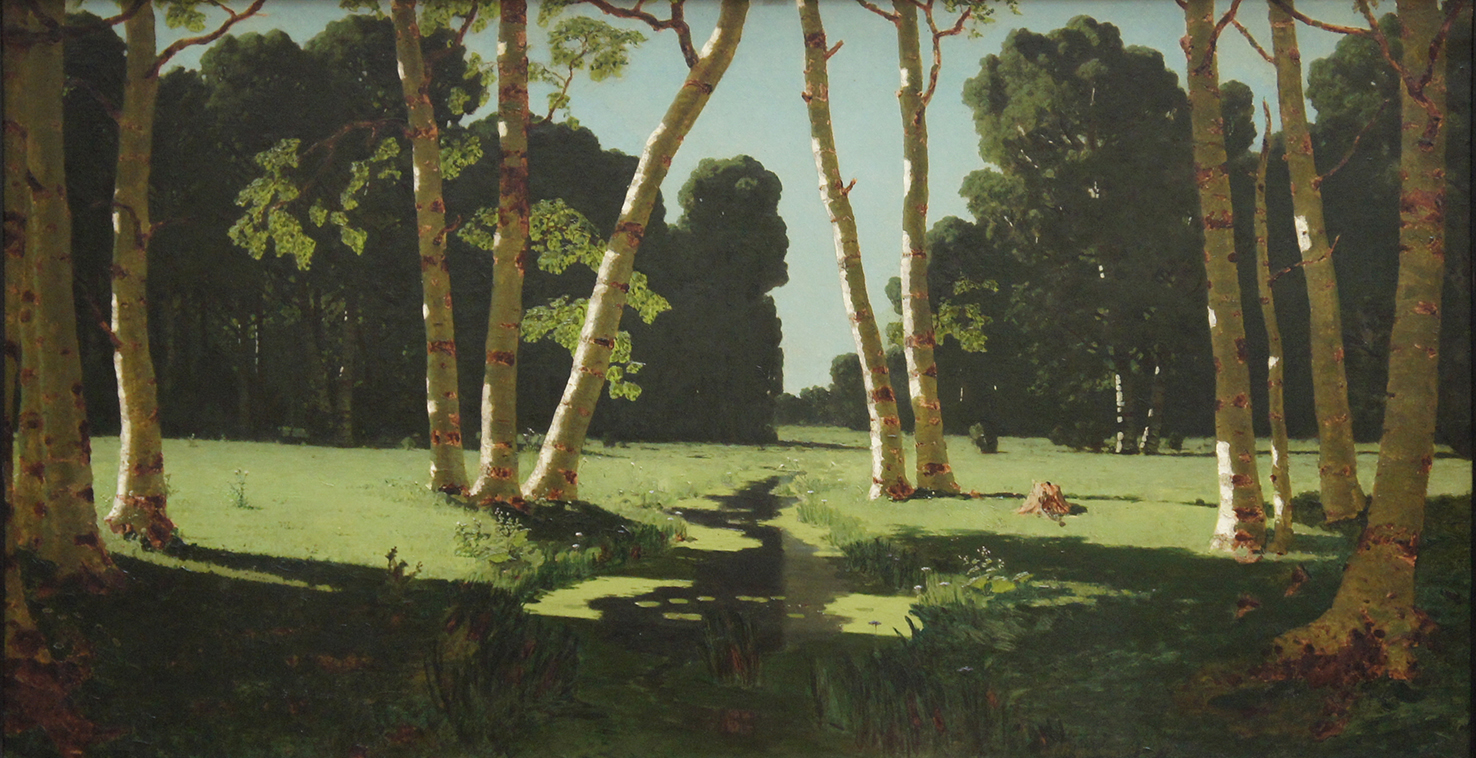
《자작나무 숲》, 1879년, 트레티야코프 미술관
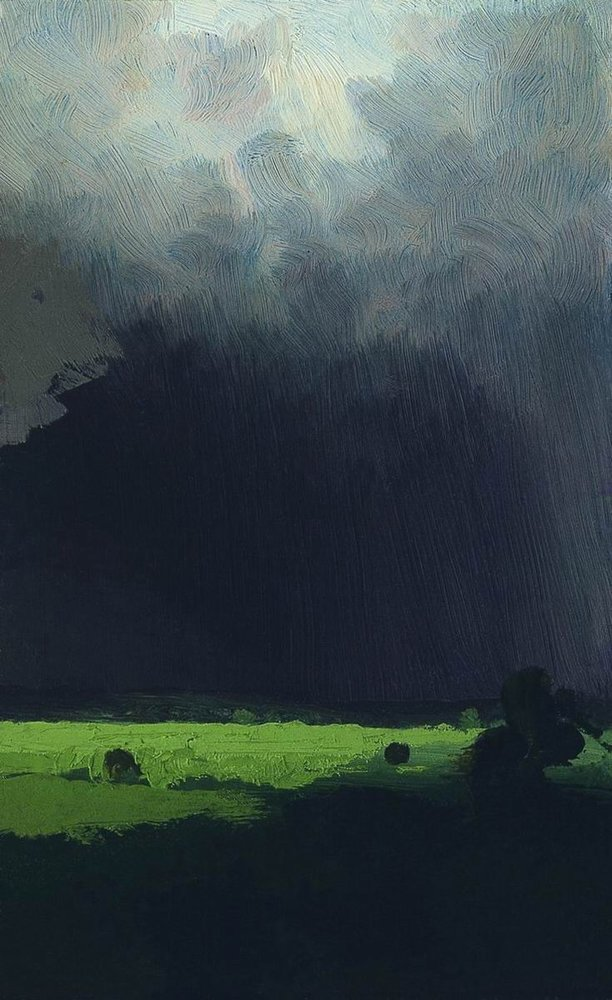
《폭풍우 이후》, 1879년, 트레티야코프 미술관
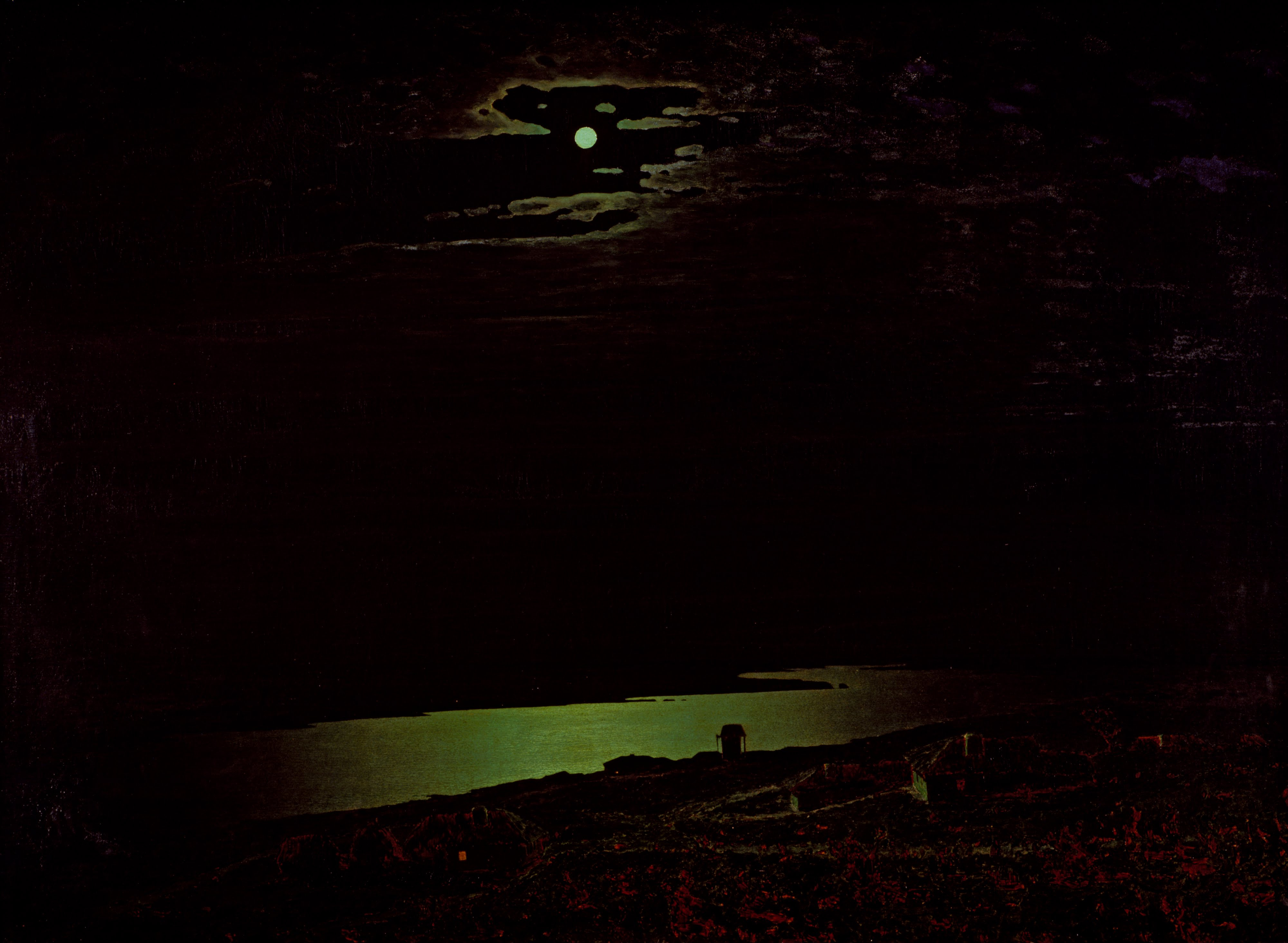
《드네프르강의 달밤》, 1880년, 러시아 미술관

좀 더 성숙해진 쿠인지는 자연 환경의 가장 표현적이고 밝은 측면을 포착하고자 했다. 그는 주요 톤에서 나타나는 강렬한 색상과 빛의 효과를 사용하여 빛의 환상을 묘사했다(《우크라이나의 저녁》,《자작나무 숲》,《폭풍우 이후》, 《드네프르 강의 달밤》등). 그의 후기 작품은 주로 색채 구성의 장식적 효과가 두드러진다.
쿠인지는 또한 상트페테르부르크 대학교의 교수였던 화학자 드미트리 멘델레예프와 친밀하게 지냈다. 쿠인지는 청강생 또는 학생 자격으로 수업에 참석했다. 쿠인지는 멘델레예프와 그의 아내의 주간 모임을 자주 방문했으며 빛, 색상 및 지각 연구에 평생 동안 관심을 갖게 되었다.
쿠인지는 상트페테르부르크 예술 아카데미에서 강의를 하기도 했다.(1892년부터 교수, 1894년부터 조경 워크숍의 교수 겸 책임자가 되었지만, 1897년 정부에 대항하는 학생들의 시위를 지지한 혐의로 해고되었다.) 그가 가르친 학생들 중에는 아르카디 릴로프, 니콜라스 레리히, 콘스탄틴 보가옙스키 등의 예술가들이 있었다. 쿠인지는 1909년에 예술가 협회 창립을 주도했고, 후에 그 협회는 그의 이름을 따서 명명되었다.

## 작품 도난

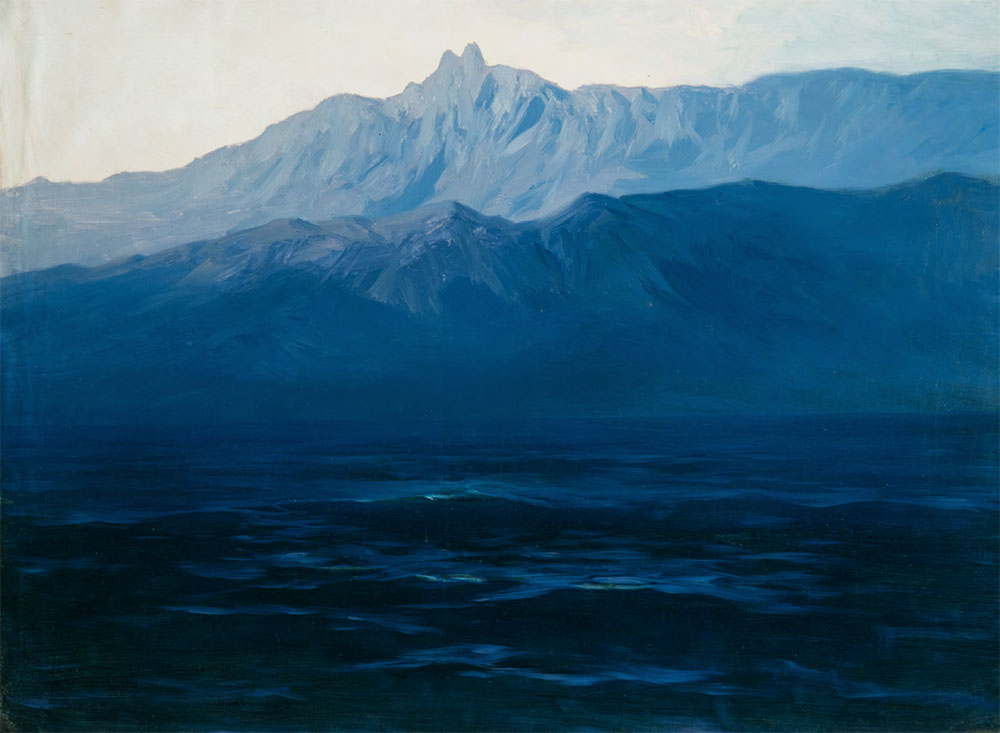
《아이-페트리. 크림반도》, 트레티야코프 미술관

2019년 1월, 쿠인지의 1890년대 작품 《아이-페트리. 크림반도》가 모스크바의 트레티야코프 미술관에서 도난당했지만 다음날 발견되어 안전하게 회수되었다. 그림을 훔친 남성은 징역 3년을 선고받았다.
2022년 3월 21일, 러시아의 우크라이나 침공 당시 마리우폴 포위 공격 중 러시아 공습으로 쿠인지 미술관이 파손되었다. 폭격 이전에 박물관 지하에 보관되어 있던 쿠인지의 원본 그림 3점(《붉은 석양》의 밑그림과 《옐브루스산》, 《가을》의 예비 작품 2점)은 손상되지 않았지만 러시아가 약탈 작전의 일환으로 가져갔다.

## 작품

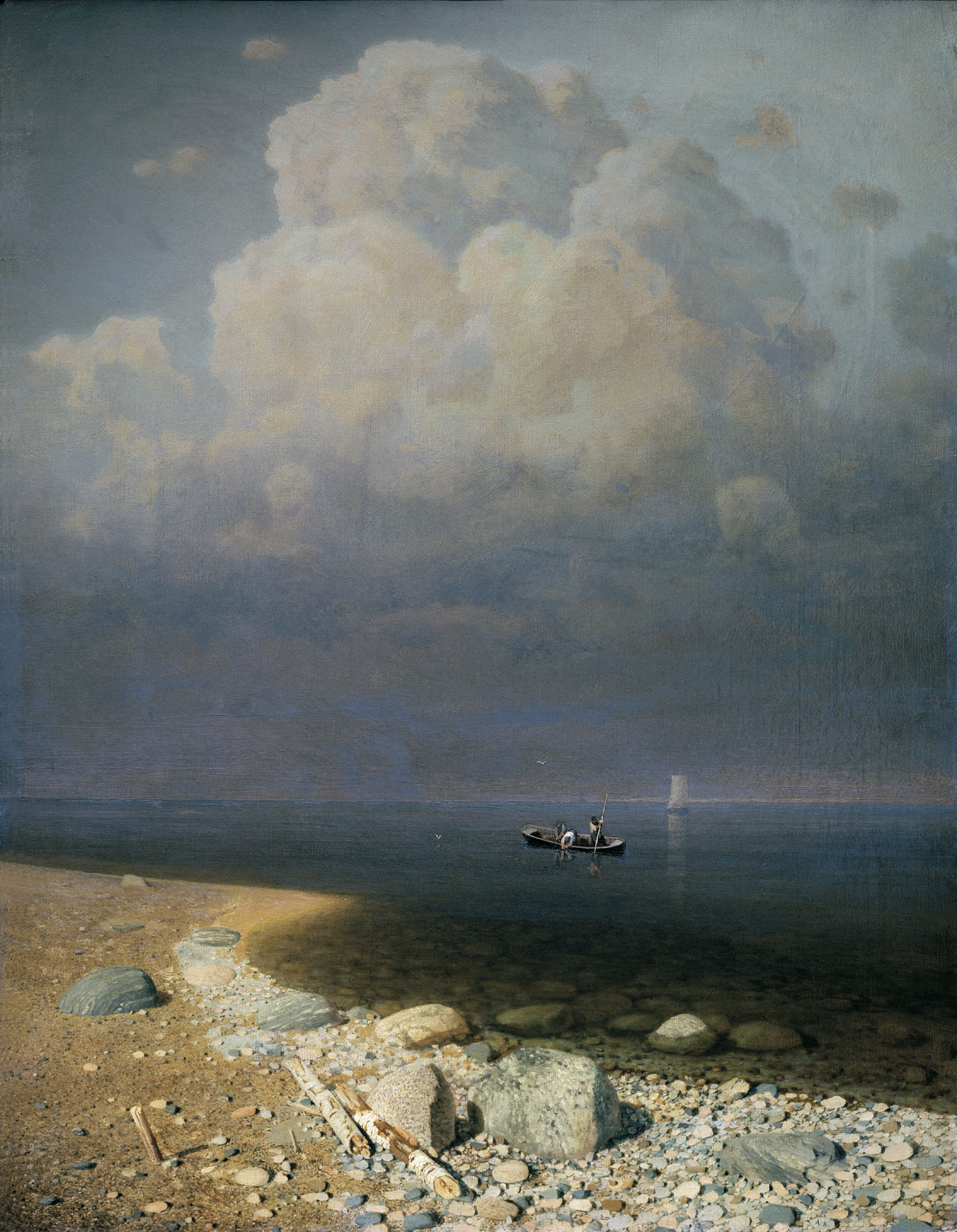
《라도가호》, 1873년, 러시아 미술관
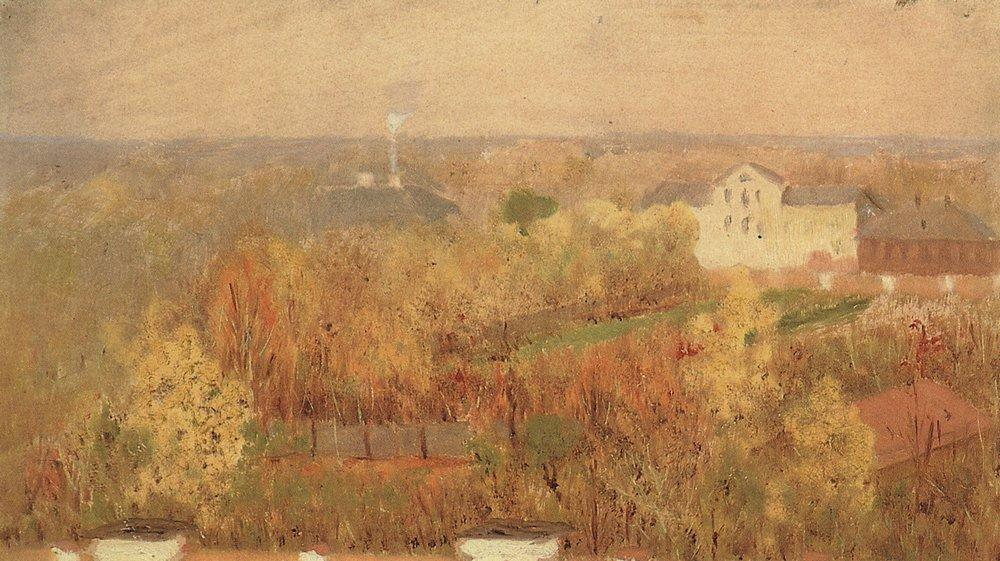
《가을》, 1875년, 러시아 미술관
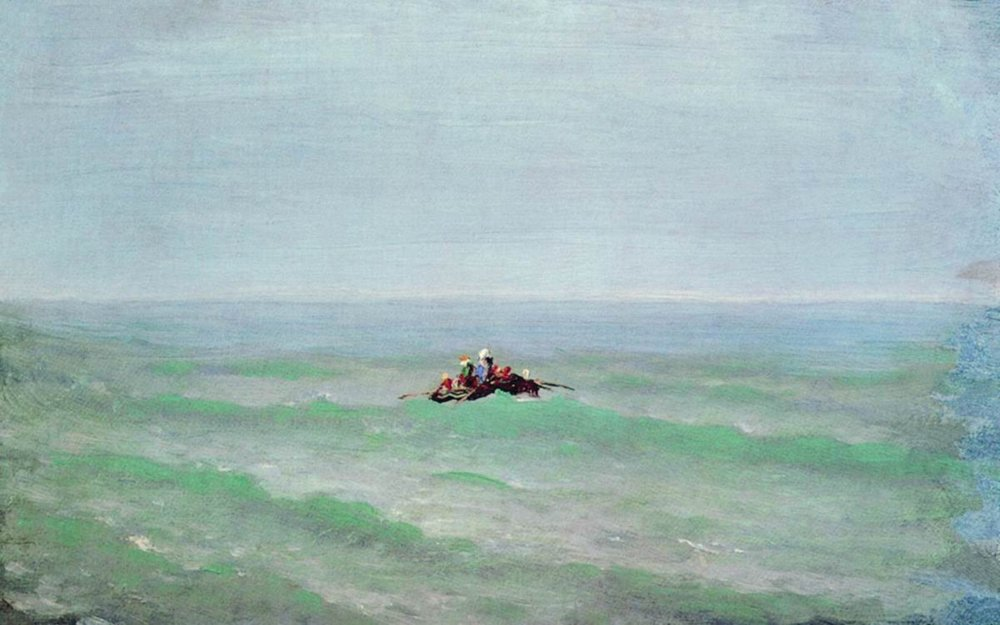
《바다 위의 배, 크림반도》, 1875년경, 러시아 미술관
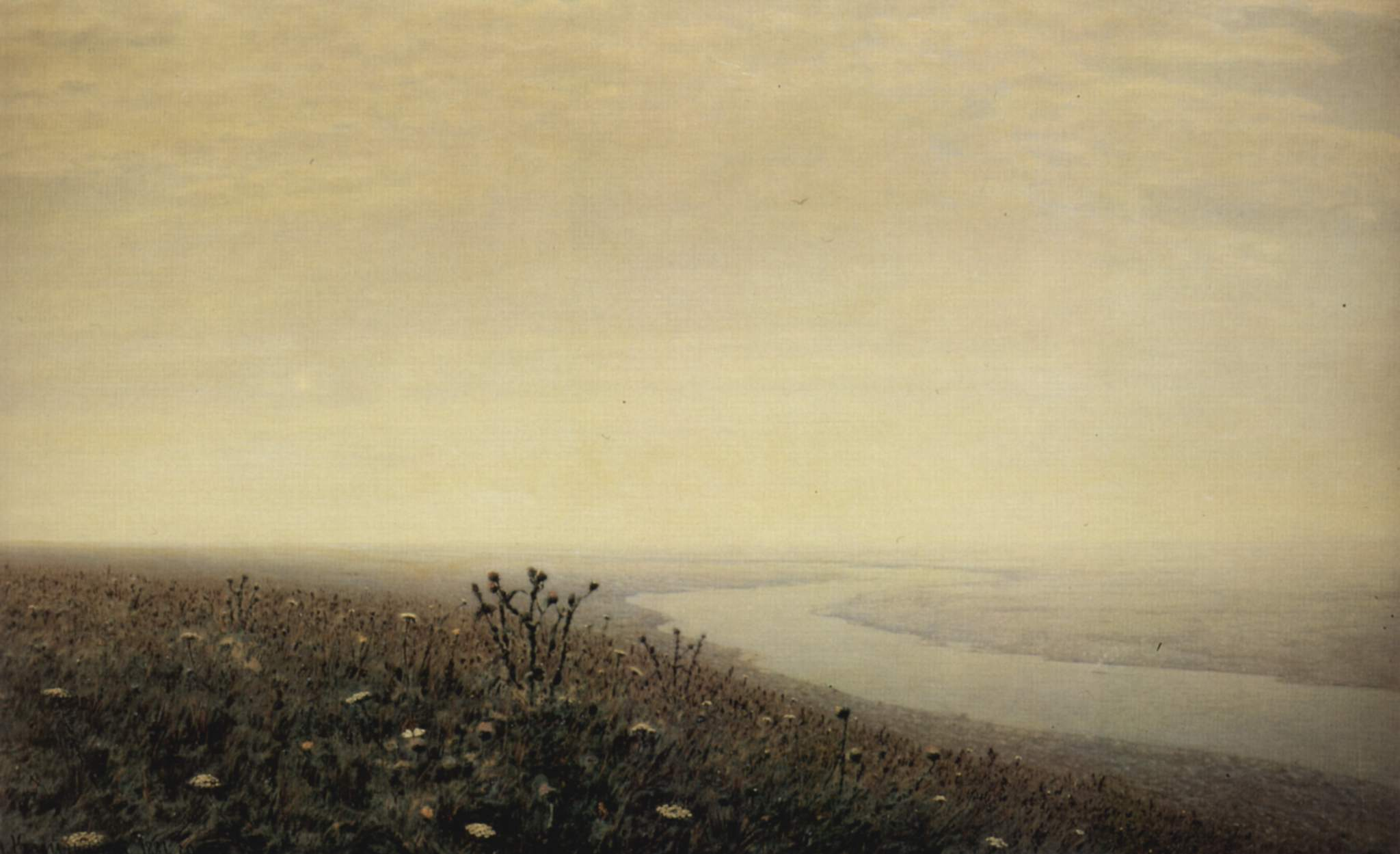
《드니프로강의 아침》, 1881년, 트레티야코프 미술관
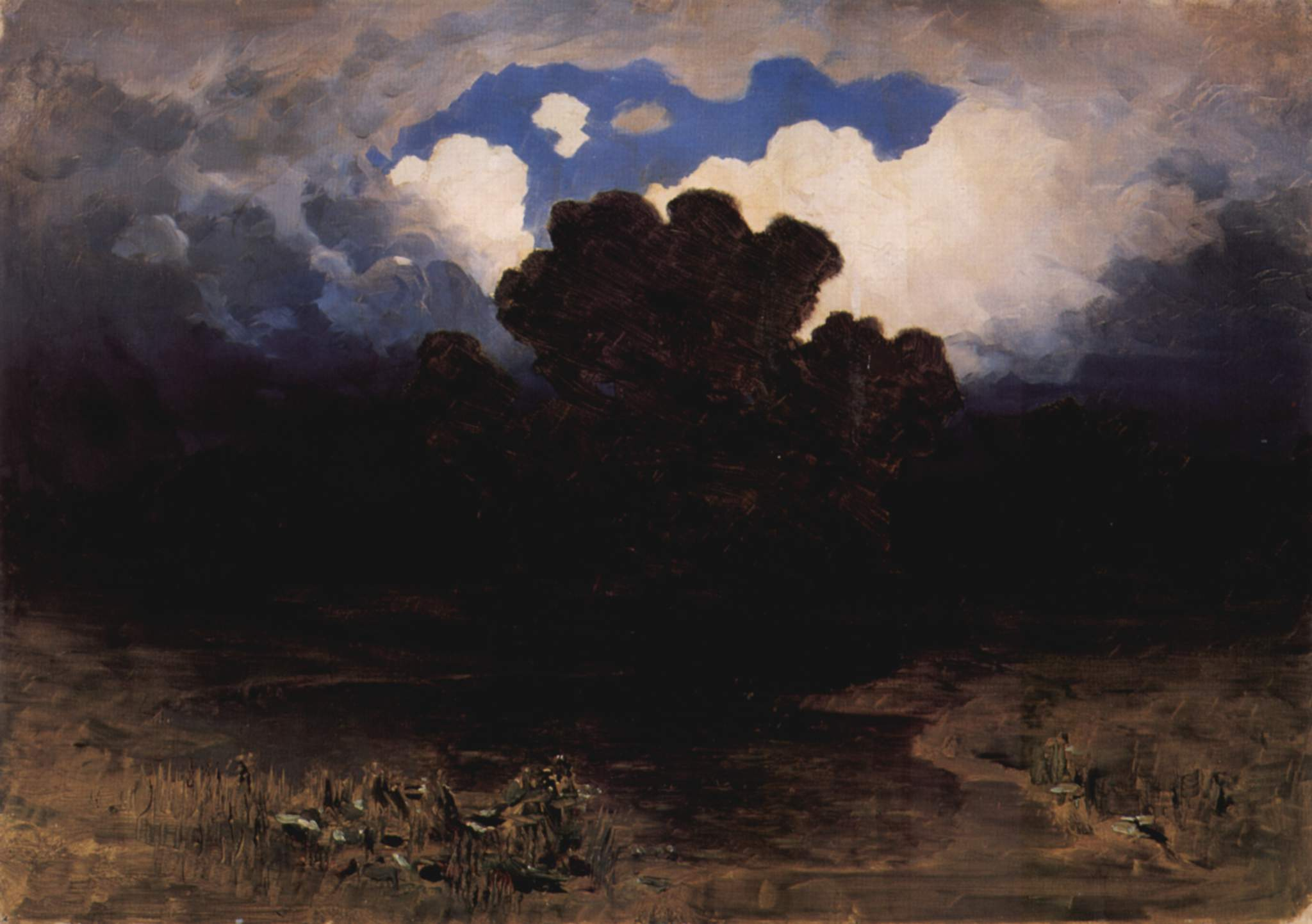
《파도와 구름》, 1882년, 러시아 미술관
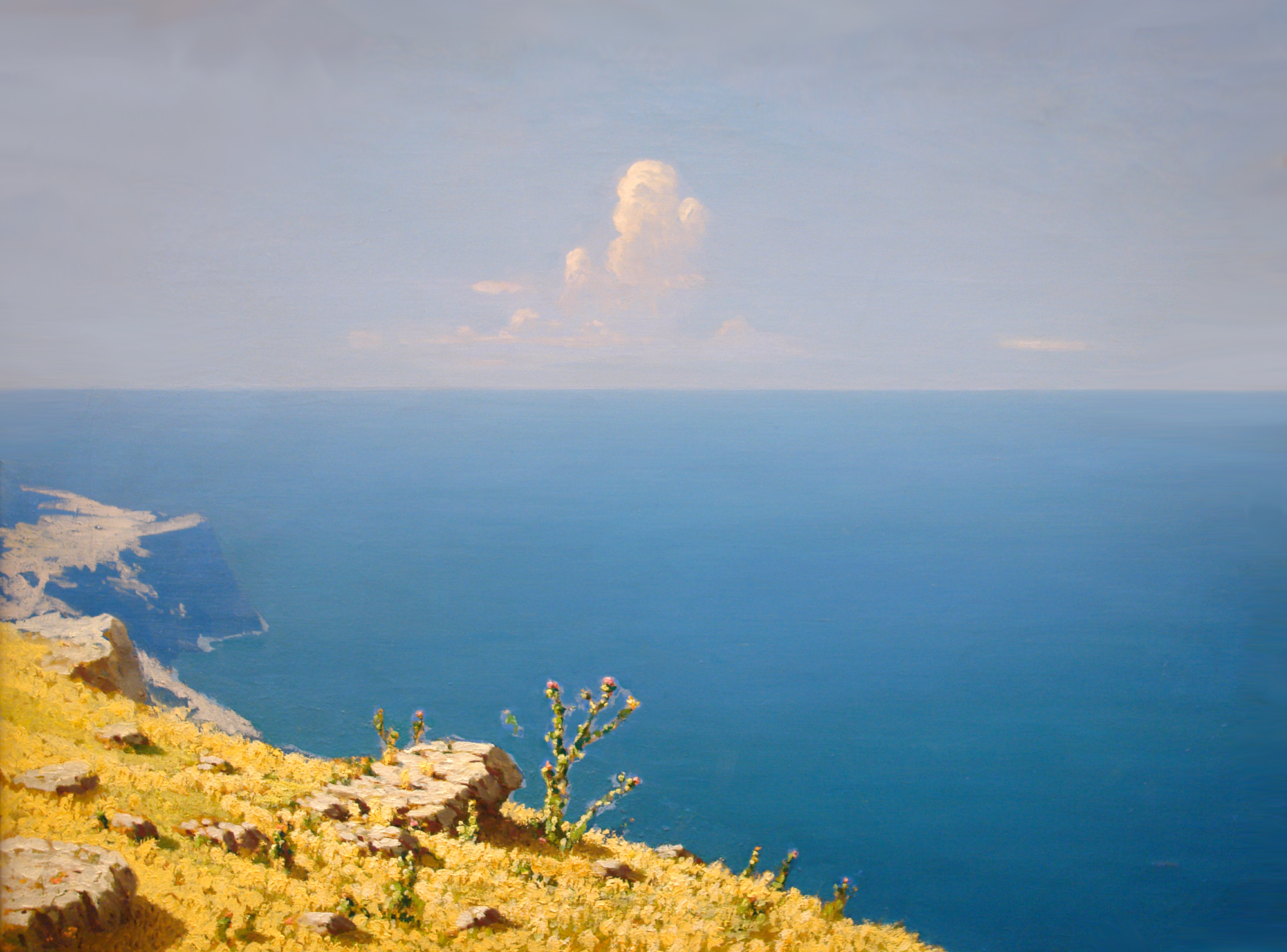
《바다, 크림반도》, 1898년~1908년, 러시아 미술관
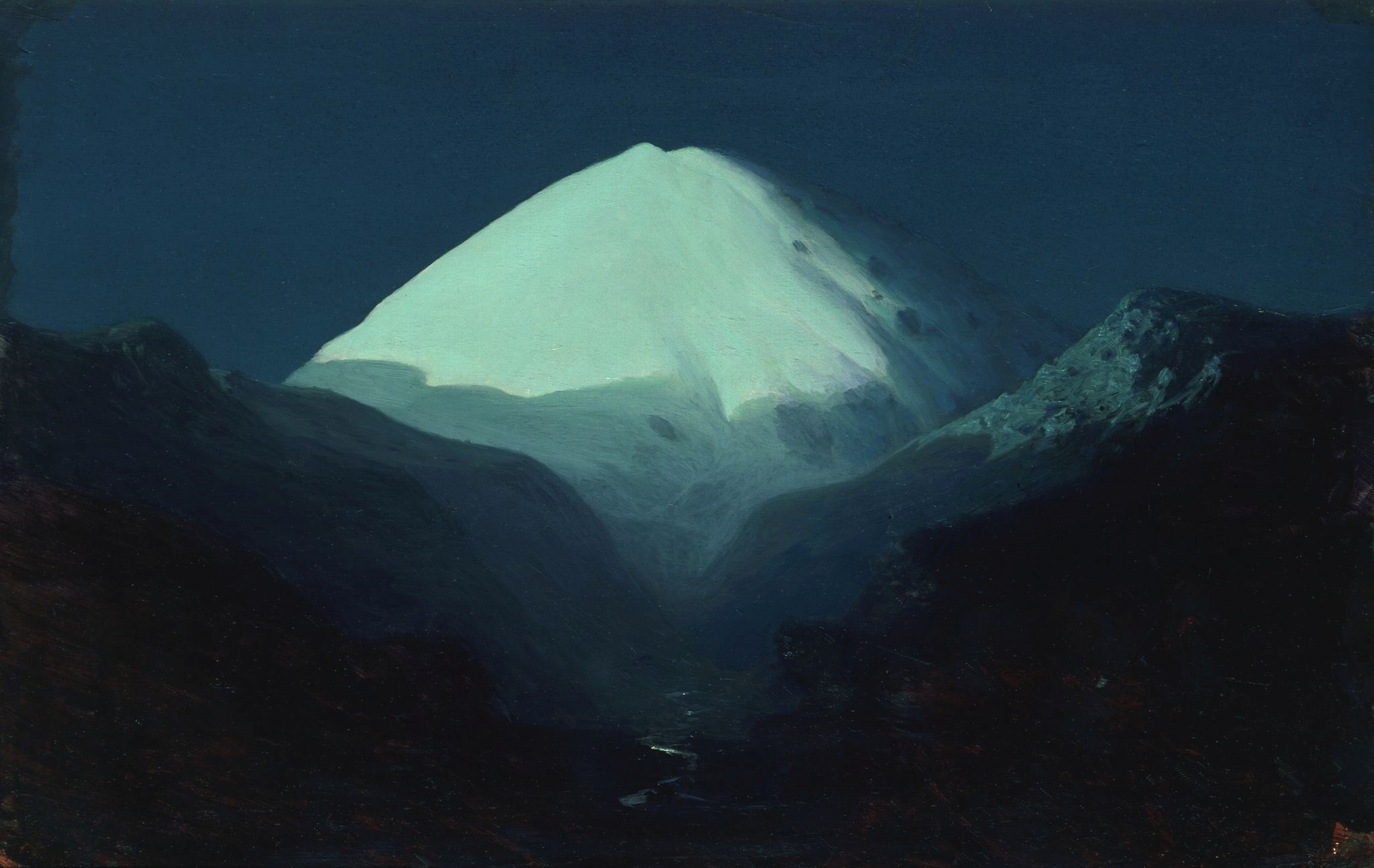
《옐브루스산》, 1890년~1895년, 트레티야코프 미술관
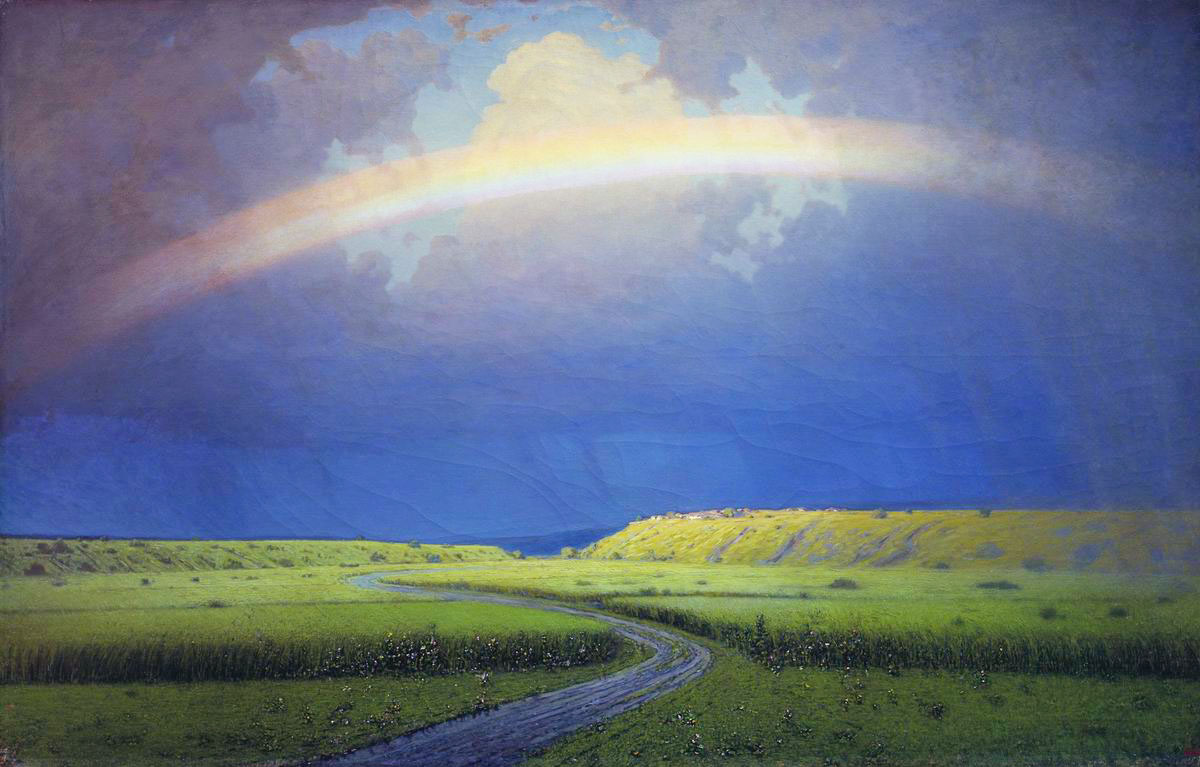
《무지개》, 1900년~1905년, 러시아 미술관
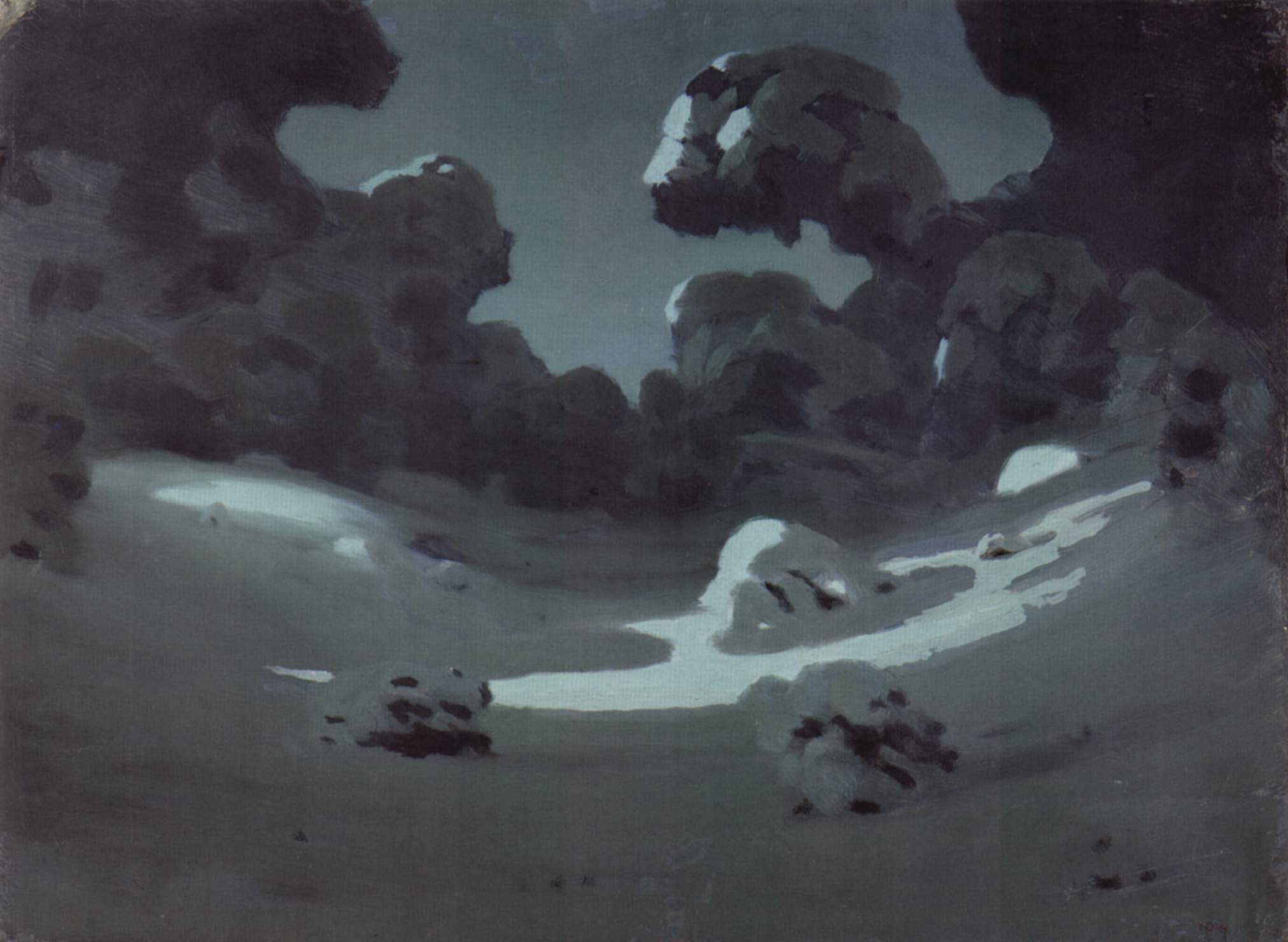
《숲 속 달의 명소, 겨울》, 1898년~1908년, 러시아 미술관
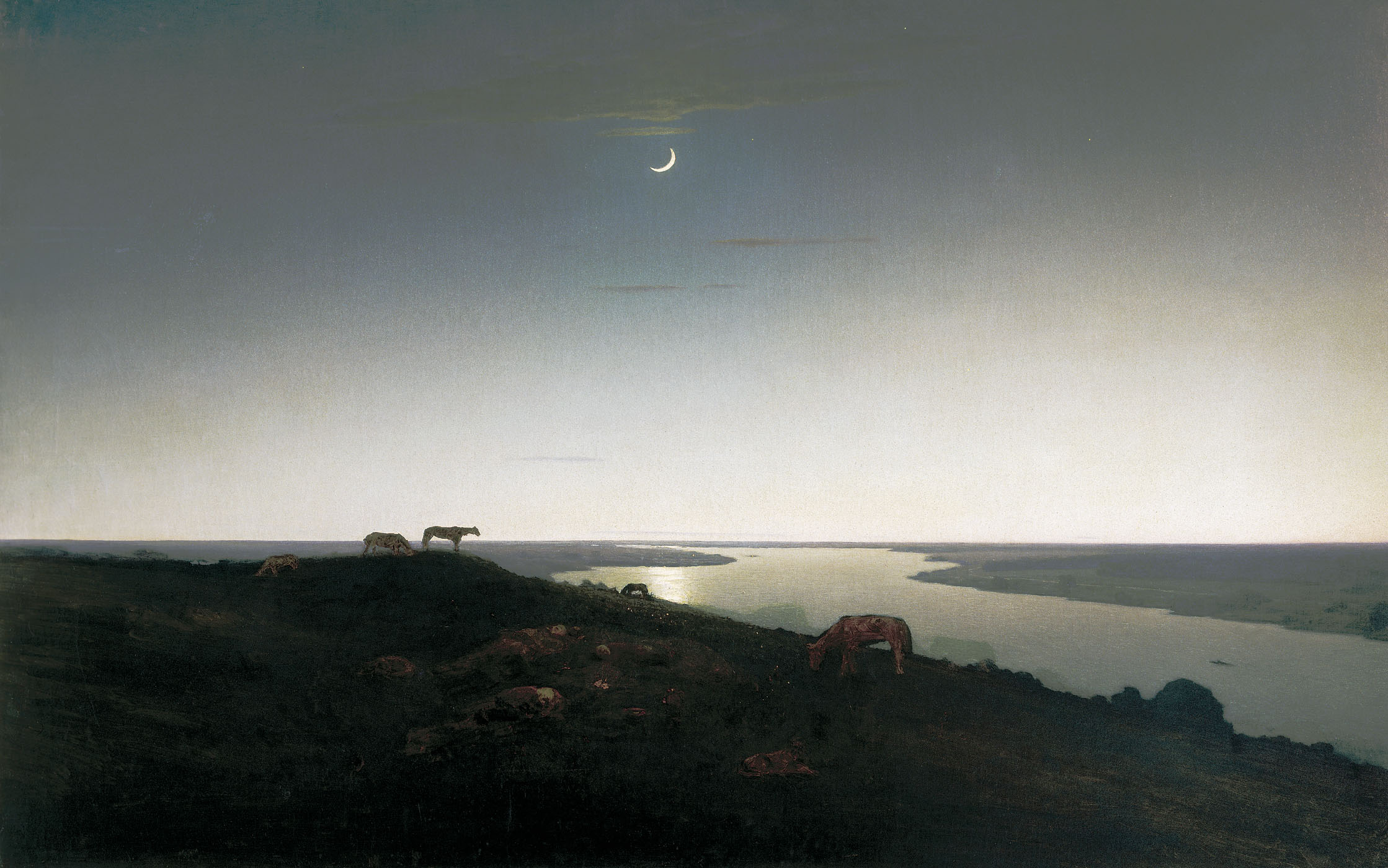
《밤》, 1905년~1908년, 러시아 미술관
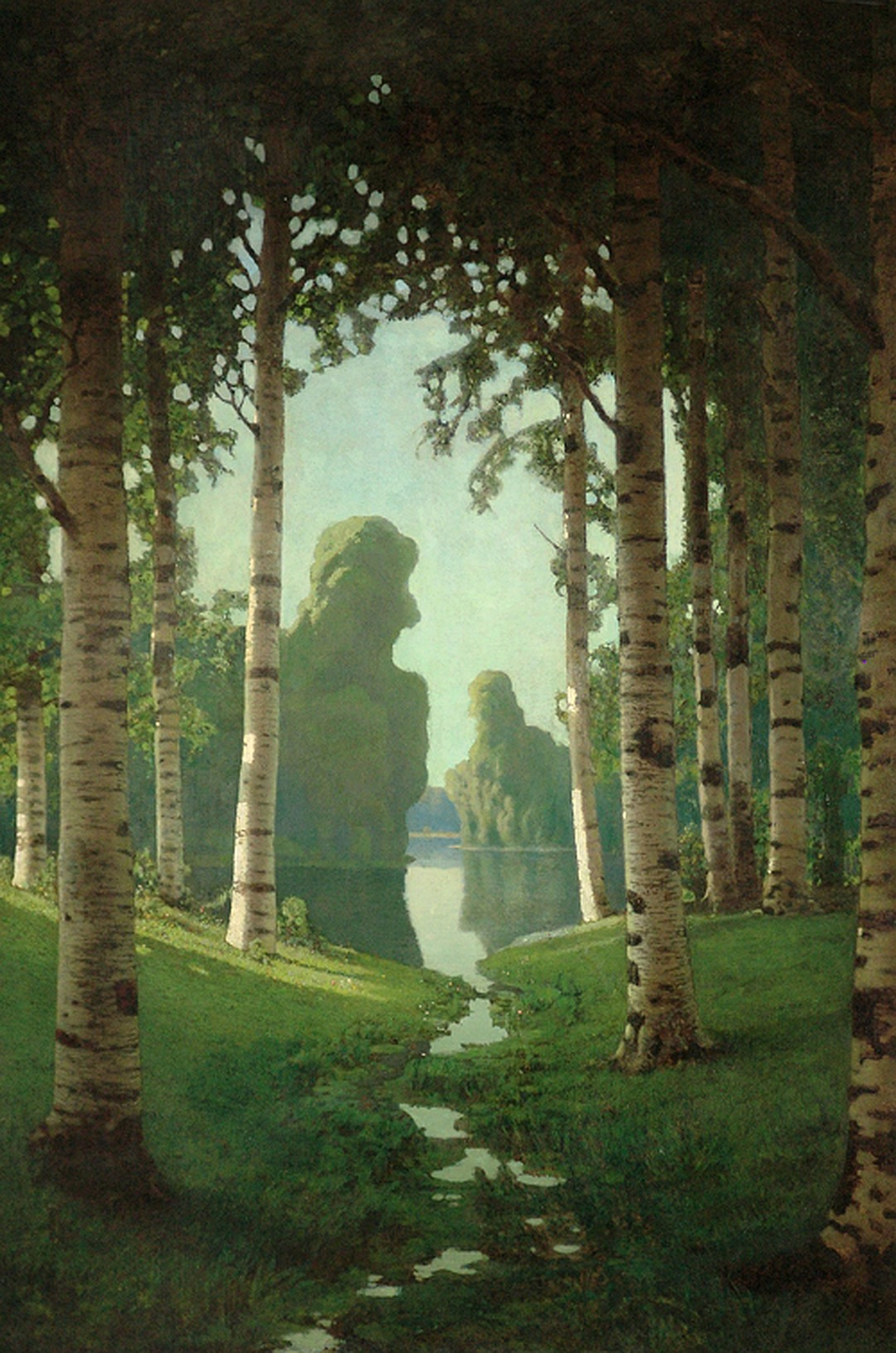
《자작나무 숲》, 1901년
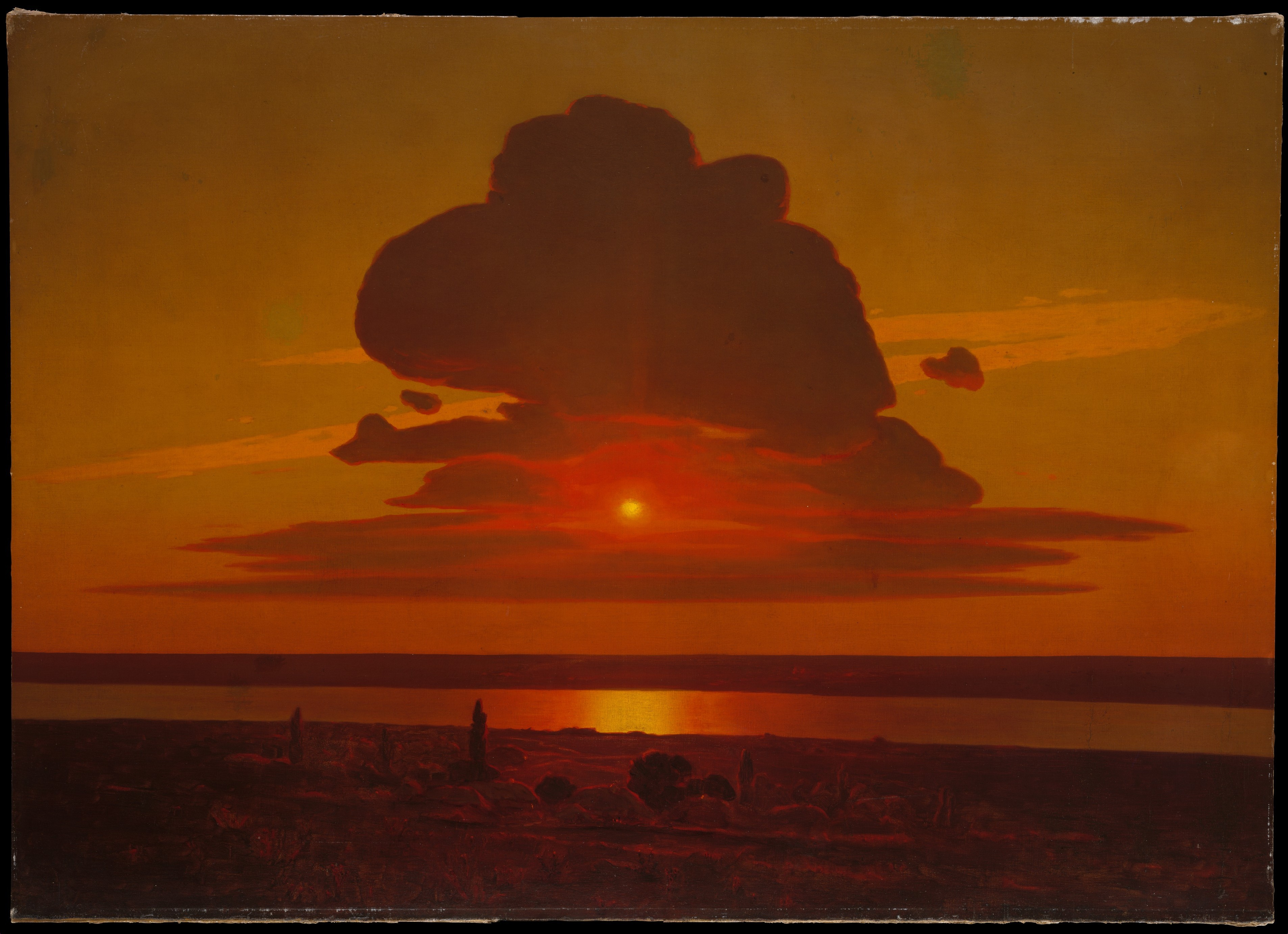
《드니프로강의 붉은 석양》, 1905년 8월, 메트로폴리탄 미술관
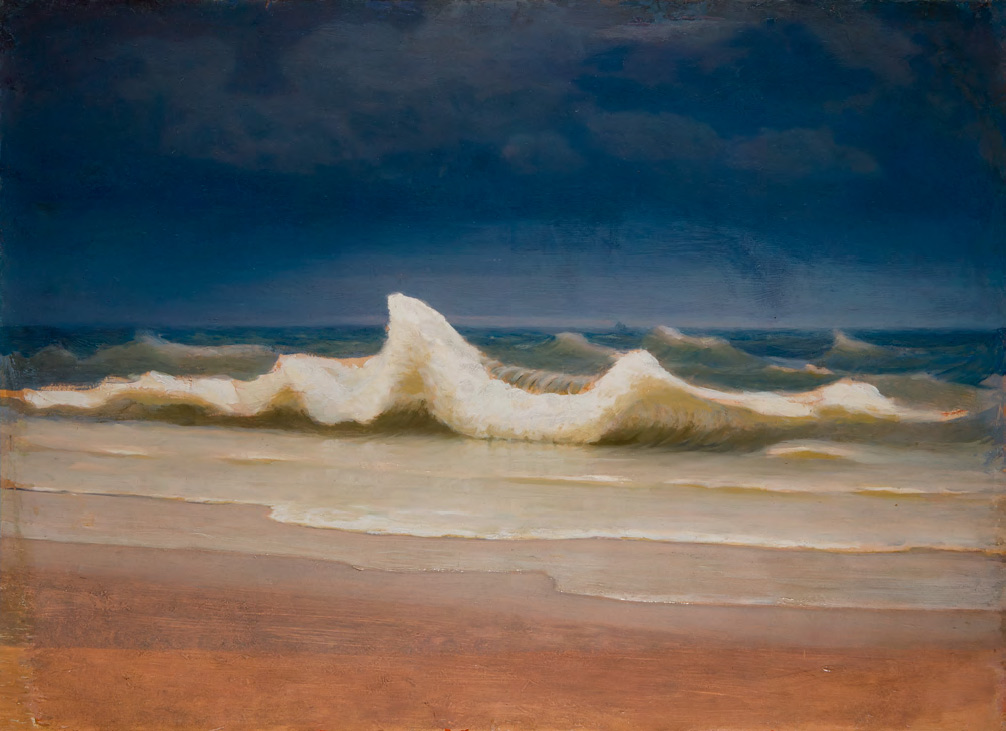
《파도》, 1900년대, 러시아 미술관